# Spanje op de Olympische Winterspelen 1964
Tijdens de Olympische Winterspelen van 1964, die in Innsbruck (Oostenrijk) werden gehouden, nam Spanje voor de zesde keer deel.

## Deelnemers en resultaten

### Alpineskiën
| Olympiër        | Discipline       | Resultaat | Prestatie                           |
| --------------- | ---------------- | --------- | ----------------------------------- |
| Juan Garriga    | afdaling (m)     | 41e       | 2.32,85 (+14,69)                    |
| Juan Garriga    | reuzenslalom (m) | 38e       | 2.03,85 (+17,14)                    |
| Juan Garriga    | slalom (m)       | dnq       | niet geplaatst voor finalewedstrijd |
| Javier Masana   | afdaling (m)     | 43e       | 2.33,52 (+15,36)                    |
| Javier Masana   | reuzenslalom (m) | dnf       | opgave                              |
| Javier Masana   | slalom (m)       | 37e       | 2.35,67 (+24,54) 1.22,10+1.13,57    |
| Francisco Prat  | reuzenslalom (m) | 58e       | 2.15,79 (+29,08)                    |
| Jorge Rodríguez | afdaling (m)     | dnf       | opgave                              |
| Luis Sánchez    | slalom (m)       | dnq       | niet geplaatst voor finalewedstrijd |
| Luis Viu        | afdaling (m)     | 35e       | 2.30,35 (+12,19)                    |
| Luis Viu        | reuzenslalom (m) | 32e       | 2.00,83 (+14,12)                    |
| Luis Viu        | slalom (m)       | dnq       | niet geplaatst voor finalewedstrijd |

Argentinië · Australië · België · Bulgarije · Canada · Chili · Denemarken · Duits eenheidsteam · Finland · Frankrijk · Griekenland · Groot-Brittannië · Hongarije · IJsland · India · Iran · Italië · Japan · Joegoslavië · Libanon · Liechtenstein · Mongolië · Nederland ·  Noord-Korea · Noorwegen · Oostenrijk · Polen · Roemenië · Sovjet-Unie · Spanje · Tsjecho-Slowakije · Turkije · Verenigde Staten · Zuid-Korea · Zweden · Zwitserland